# 绍恩西克
绍恩西克是德国下萨克森州的一个市镇。总面积31.37平方公里，总人口2312人，其中男性1141人，女性1171人（2011年12月31日），人口密度74人/平方公里。